# الکساندر گراوه
الکساندر کنستانتینوویچ گراوه (روسی: Алекса́ндр Константи́нович Гра́ве؛ ‏۸ سپتامبر ۱۹۲۰ – ۵ مارس ۲۰۱۰) بازیگر و صداپیشه اهل روسیه بود.
از فیلم‌ها یا مجموعه‌های تلویزیونی که وی در آن‌ها نقش داشته‌است، می‌توان به خرگوش و تفنگ اشاره نمود.
وی همچنین برندهٔ جوایزی همچون مدال دفاع از مسکو و هنرمند مردمی جمهوری شوروی فدراتیو سوسیالیستی روسیه شده‌است.